# チェーザレ・カザデイ
チェーザレ・カザデイ（Cesare Casadei, 2003年1月10日 - ）は、イタリア・ラヴェンナ出身のプロサッカー選手。トリノFC所属。ポジションはミッドフィールダー。

## 経歴

### キャリア初期
ラヴェンナに生まれ、ミラノ・マリッティマで育ち、チェルヴィアのクラブでサッカーを始めた後、チェゼーナの下部組織へと移った。2018年、チェゼーナが財政危機に陥ると、インテル・ミラノへ移籍。インテルの下部組織でも急速にステップアップを遂げると、U-17の国内大会を制し、弱冠17歳ながらU-19チームへ昇格した。
2020年10月、ガーディアンが毎年発表している「Next Generation」の2003年生まれの有望選手のリストに名を連ねた。翌年には、U-19チームでカンピオナート・プリマヴェーラ1を制し、トップチームにも初めて招集された。

### クラブ
2022年8月19日、イングランドのチェルシーがインテル・ミラノからカザデイを6年契約で獲得することで合意したことが発表された。移籍金は1,500万ユーロ（プラス出来高で500万ユーロ）と報じられている。インテルにとっても将来の中心選手として期待の存在であったが、クラブの財政難のため売却せざるを得なかったとされる。U-21チームに加わり、8月31日、EFLトロフィーのサットン・ユナイテッド戦でデビューしたが、レッドカードを受け退場し、試合も0-1で敗れた。4日後にはエヴァートン戦でプレミアリーグ2に初出場し、48分に初ゴールも記録した。
2023年1月30日、出場機会を得るため、シーズン終了までの期限つきでEFLチャンピオンシップのレディングに移籍。2月4日、リーグ第30節のワトフォード戦に先発出場し、プロデビュー。3月15日、リーグ第37節のブラックバーン・ローヴァーズ戦ではプロ初ゴールを記録した。
2023年8月15日、2023-24シーズン終了までの期限つきでレスター・シティに移籍。2024年1月20日、レンタル契約が打ち切られ、チェルシーに復帰した。1月31日、リーグ第22節のリヴァプール戦でプレミアリーグ初出場。
2025年2月2日、トリノはカザデイを完全移籍で獲得したことを発表した。

### 代表
U-16以降、イタリアの各世代別代表に名を連ね、ほとんどの国際大会に出場している。
2022年6月、スロバキアで開催されたUEFA U-19欧州選手権のメンバーに選出され、グループステージのフランス戦を除く3試合にフル出場したが、チームは準決勝でイングランドに敗れた。
2022年11月19日、ドイツとの親善試合でU-21代表初出場。
12月には、A代表のロベルト・マンチーニ監督のもと、イタリアの有望な選手を対象とした強化合宿に召集された。
2023年5月、アルゼンチンで開催されたFIFA U-20ワールドカップにイタリア代表として参加。初戦のブラジル戦では2ゴールを挙げ、チームの勝利に貢献。決勝戦でウルグアイに敗れたものの、自身は大会最優秀選手と得点王となる活躍をみせた。
2025年3月、UEFAネイションズリーグ準々決勝のドイツ戦に臨むA代表に召集されたが、出場機会はなくチームはドイツに敗退した。

## 人物
兄のエットレもサッカー選手であり、かつてはチェゼーナで、後に進学したフロリダ工科大学のチーム（Florida Tech Panthers）でもプレイした。

## 個人成績
| 国内大会個人成績 | 国内大会個人成績 | 国内大会個人成績 | 国内大会個人成績   | 国内大会個人成績 | 国内大会個人成績 | 国内大会個人成績 | 国内大会個人成績 | 国内大会個人成績 | 国内大会個人成績 | 国内大会個人成績 | 国内大会個人成績 |
| 年度             | クラブ           | 背番号           | リーグ             | リーグ戦         | リーグ戦         | リーグ杯         | リーグ杯         | オープン杯       | オープン杯       | 期間通算         | 期間通算         |
| 年度             | クラブ           | 背番号           | リーグ             | 出場             | 得点             | 出場             | 得点             | 出場             | 得点             | 出場             | 得点             |
| イングランド     | イングランド     | イングランド     | イングランド       | リーグ戦         | リーグ戦         | FLカップ         | FLカップ         | FAカップ         | FAカップ         | 期間通算         | 期間通算         |
| ---------------- | ---------------- | ---------------- | ------------------ | ---------------- | ---------------- | ---------------- | ---------------- | ---------------- | ---------------- | ---------------- | ---------------- |
| 2022-23          | レディング       | 20               | チャンピオンシップ | 15               | 1                | -                | -                | 0                | 0                | 15               | 1                |
| 2023-24          | レスター・シティ | 7                | チャンピオンシップ | 22               | 2                | 2                | 0                | 1                | 1                | 25               | 3                |
| 2023-24          | チェルシー       | 31               | プレミアリーグ     | 11               | 0                | -                | -                | -                | -                | 11               | 0                |
| イタリア         | イタリア         | イタリア         | イタリア           | リーグ戦         | リーグ戦         | イタリア杯       | イタリア杯       | オープン杯       | オープン杯       | 期間通算         | 期間通算         |
| 2024-25          | トリノ           | 22               | セリエA            | 15               | 1                | -                | -                | -                | -                | 15               | 1                |
| 通算             | イングランド     | イングランド     | チャンピオンシップ | 37               | 3                | 2                | 0                | 1                | 1                | 40               | 4                |
| 通算             | イングランド     | イングランド     | プレミアリーグ     | 11               | 0                | 0                | 0                | 0                | 0                | 11               | 0                |
| 通算             | イタリア         | イタリア         | セリエA            | 15               | 1                | 0                | 0                | -                | -                | 15               | 1                |
| 総通算           | 総通算           | 総通算           | 総通算             | 63               | 4                | 2                | 0                | 1                | 1                | 66               | 5                |

## タイトル

### クラブ
インテル・ミラノ U-19
- カンピオナート・プリマヴェーラ1（2021-22）[6]

### 個人
- 2023 FIFA U-20ワールドカップ 最優秀選手（ゴールデン・ボール）[26]
- 2023 FIFA U-20ワールドカップ 得点王（ゴールデン・ブーツ）[26]